# Todesurteil (1919)
Todesurteil ist ein deutsches Stummfilmdrama aus dem Jahre 1919 von Martin Berger, ein filmisches Plädoyer gegen die Todesstrafe. 

## Handlung
Der Opernsänger Werner Frank und seine Freundin Margarete von Eschen, die als Geigerin am selben Theater wie er engagiert ist, leben in großer Harmonie miteinander. Als Werner an einer schweren Bronchitis erkrankt, kostet dies ihn die Gesangsstimme. Seine künstlerische Karriere ist damit beendet, und der Sänger fällt in ein tiefes seelisches Loch. Margarete weiß mit seiner ständigen Verzagtheit nicht umzugehen und wendet sich von Werner ab. Stattdessen beginnt sie eine Affäre mit dem wohlhabenden Fabrikanten Alfred Gordon, dessen Werben sie bislang stets widerstanden hatte. Derweil begibt sich Werner zur Kur, um an der See für seine Stimme wie auch für seine Seele Heilung zu finden. Tatsächlich geht es ihm nach diesem Aufenthalt wieder besser. Seine Liebe zu Margarete ist über die Zeit nicht verloren gegangen. Nach seiner Rückkehr in die Stadt will er sie besuchen, doch sie weist Werner brüsk zurück. In einem Zornesanfall schreibt er ihr daraufhin einen Drohbrief. Als dieser in die Hände ihres derzeitigen Galans gerät, macht er sich einen Spaß darauf, das Schreiben zu einem Fidibus zusammenzudrehen.
Margaretes neues Leben im Reichtum beinhaltet auch eine für sie abgestellte Kammerzofe. Die hat sich mit einem Lebemann namens Stresso eingelassen, der sich jedoch als Einbrecher entpuppt. Mit einem nachgemachten Dietrich dringt er eines Tages in die Gordon-Villa ein und wird von der soeben heimkehrenden Margarete dabei überrascht. Der Dieb beobachtet einen heftigen Streit Margaretes mit dem ebenfalls anwesenden Werner. Er bittet sie, ihn zu heiraten, sie weist ihn hohnlachend zurück. Daraufhin beschimpft er sie, was Margarete wiederum dazu hinreißen lässt, Werner anzuspringen und ihm das Gesicht zu zerkratzen. Mit Mühe kann Werner die Furie abschütteln und stürmt aus dem Haus. Stresso tritt aus seinem Versteck hervor und überrumpelt die Hausherrin. Es kommt zum Kampf, bei dem der Einbrecher zum Mörder wird und Margarete erwürgt.
Die Bluttat sorgt für mächtig viel Wirbel. Man erinnert sich an Werners Brief und an seine Beharrlichkeit Margarete gegenüber, und er wird daraufhin verhaftet. Der Prozess verläuft sehr zu seinen Ungunsten, die Reste des Briefes und sein zerkratztes Gesicht sprechen eine deutliche Sprache. Währenddessen sitzt der wahre Mörder Stresso im Prozesssaal und freut sich über die Verurteilung des Unschuldigen zum Tode. Werner wird hingerichtet, und Stresso glaubt, nun auf der sicheren Seite zu sein. Doch im betrunkenen Zustand hat er einer Prostituierten seine Tat gestanden, und die ist zur Polizei gegangen. Gegenüber einem Staatsanwalt gesteht Stresso schließlich den Mord. Der Staatsanwalt erkennt, welches Unrecht die Verhängung der Todesstrafe im Falle Werner Franks verursacht hatte, und will den Fehler von einst nicht erneut begehen. Und so bittet er in seinem Plädoyer für Milde ausgerechnet dem wahren Mörder gegenüber. Stresso erhält mehrere Jahre Gefängnis und erlebt angesichts des Plädoyers des Staatsanwalt und dessen Forderung nach Milde eine innere Läuterung.
Viele Jahre sind seitdem vergangen. Zwei alte, weißhaarige Männer schlendern entlang der Landstraße. Sie haben für die Menschen, die sich um sie herum versammeln, eine klare Botschaft mit im Gepäck: „Du sollst nicht töten!“. Es sind der Staatsanwalt und sein treuer Begleiter Stresso.

## Produktionsnotizen
Todesurteil wurde in der zensurlosen Zeit im Oktober 1919 in Berlins Marmorhaus der Presse vorgestellt und maß eine Länge von 2023 Metern, verteilt auf sechs Akte. Das Publikum konnte Todesurteil erstmals im Dezember 1919 in der Schauburg betrachten. Nach Wiedereinführung der Filmzensur passierte der Streifen selbige am 19. Januar 1921 und musste nach Schnittvorgaben auf 1835 Meter gekürzt werden. Ein Jugendverbot wurde erteilt. 

## Kritik
Die Neue Kino-Rundschau befand: „Die Regie Martin Bergers ist zufolge der öfter sehr wirksamen Szenenführung prächtig, die an einer aparten Virage künstlerische Unterstützung findet. Der vom Regisseur und C. P. Malkowsky verfaßte Stoff wurde mit guten technischen Mitteln herausgearbeitet.“.